# اویهات هوگنز کورنر (واشینگتن)
اویهات هوگنز کورنر (به انگلیسی: Oyehut-Hogan's Corner) یک منطقهٔ مسکونی در ایالات متحده آمریکا است که در شهرستان گریز هاربر، واشینگتن واقع شده‌است. اویهات هوگنز کورنر ۳٫۴ کیلومتر مربع مساحت و ۱۸۸ نفر جمعیت دارد.